# Роберт Флетчер
Ро́берт Фле́тчер (Роберт ІІІ Томас Флетчер, англ. Robert III T. Fletcher, 27 листопада 1963) — американський MLM-бізнесмен, шахрай, засновник тренінгового проекту «Як стати мільйонером», компанії «Глобальні системи тренінгів» (GST). В Україні Роберта було заарештувано у підозрі за шахрайство. 
Станом на липень 2009 року на Флетчера було 100 заяв постраждалих на суму майже 20 мільйонів гривень.

## Життєпис
Народився 27 листопада 1963 року на Алясці у небагатій сім'ї. У віці 16 років переїхав до батька до Вашингтону. Старшокласником працював у McDonald's.
Твердо вирішивши стати мільйонером, три роки навчався «швидкому збагаченню» у невідомого «мільйонера-наставника», проходив тренінги. У 18 років разом зі своїм дядьком Джимом Флетчером купив радіостанцію, а ще через 2 роки у нього вже начебто була власна виробнича компанія.
У 22 роки став мільйонером, на його рахунку створення компанії з оборотом розміром понад $100 млн.

## Тяжба з Україною
2008 року правоохоронці України обвинуватили його в скоєнні фінансових злочинів. 23 листопада 2008 заарештований у Києві за підозрою у шахрайстві. Приводом для затримання стали заяви 6 громадян України про заволодіння Флетчером їх коштами, вкладеними в інвестиційний проект King's capital. За інформацією правоохоронних органів, мова йде про $ 10 млн.
Станом на липень 2009 року на Флетчера було 100 заяв постраждалих на суму майже 20 мільйонів гривень. Флетчер обіцяв високі проценти доходу від вкладання в його бізнес — від 30% до 200% річних.
Обвинувачення були надані суду через два роки. Станом на 9 березня 2015 року судом заслухано 16 обвинувачів (свідків), обвинувачення котрих були відхилені судом як необґрунтовані.
Суд розпочався над Флетчером 12 липня 2012 року, проте неодноразово переносився, та продовжується досі. Головуюча у справі суддя Дігтяр І. Р., захист Флетчера здійснюють адвокати Артем Середа та Віктор Середа.
З липня 2013 захист Роберта Флетчера здійснює адвокат Синиченко Віталій Анатолійович, який спеціалізується на захисті у складних економічних кримінальних провадженнях.
Після понад 6 років перебування в СІЗО, 13 лютого 2015 року, Роберта Флетчера випустили під заставу в 1 млн гривень, суд триває.
Станом на 2017 рік суд триває.

## Допомога постраждалим від незаконних дій
27 лютого 2015 року була створена нова компанія «Freedom Training System», яка повинна працювати за принципом мережевого маркетингу через інтернет.
Флетчер звинуватив українську владу у рейдерській атаці на його компанію і його особисто. Його начебто зробили банкрутом, щоб не дати можливості розрахуватись з інвесторами. Але при цьому всім інвесторам минулої компанії, він пообіцяв повернути кошти в повному обсязі з часом.
Сторінка кризового центру знаходиться на сайті компанії, яка й зобов'язалася допомогти у вирішенні цього питання, спочатку прийом заявок йшов у ручному режимі.